# Museu del Palmito d'Aldaia
El Museu del Palmito d'Aldaia (MUPA), és un museu etnològic que se centra en la difusió de l'artesania i l'art del ventall tant d'Aldaia, localitat on està ubicat el museu, com de la resta de la Comunitat Valenciana. El MUPA té el reconeixement de Col·lecció Museogràfica Permanent de la Comunitat Valenciana, per resolució de 5 de maig de 2015 de la Conselleria d'Educació, Cultura i Esport, Conselleria.
És el primer museu d'Espanya dedicat al ventall. El Museu està ubicat a la Casa de la Llotgeta, antic edifici situat al carrer de l'Església. L'edifici és una casa senyorial d'estil renaixentista construït entre finals del segle XVI i principis del XVII.

## Context
L'artesania del ventall a València es remunta al segle XV quan reis i alta societat de l'època adquirien ventalls valencians, que elaboraven les peces combinant el treball de diversos oficis, pelleters, fusters i altres artesans van elaborar les primeres peces. És per això que no es pot parlar d'artesans ventalls especialitzats fins entrat el segle XVIII, amb la creació de la Reial Fàbrica de Palmitos i del Gremi de Mestres Artesans Palmiters de València (que ja té una història de més de 300 anys), quan es reconeix la figura de l'artesà ventall valencià i se'n realitza la protecció gremial, malgrat que la consolidació de l'artesania del ventall es produeix un segle més tard, al XIX, quan València era la principal productora juntament amb tallers artesans de l'Horta ubicats en poblacions com Aldaia, Burjassot, Godella, Alaquàs, Mislata i Xirivella. Dentre aquestes poblacions esmentades destaca Aldaia, anomenada comunament “bressol del ventall”, la qual es constitueix durant el segle XX i s'ha mantingut fins al segle XXI, com a principal centre productor (actualment encara existeixen al voltant de 30 empreses de ventalls que continuen en actiu).

## Col·lecció
Al museu podem trobar una àmplia representació de ventalls, antics i actuals, ja que la col·lecció abraça des del segle XVIII fins a l'actualitat. A més també es pot contemplar un gran repertori de maquinària tradicional, peces i utensilis típics del procés de creació del ventall. El ventall és una joia que fusiona a la perfecció l'artesania, l'art i la funcionalitat.

### Exposicions
El museu compta amb una exposició permanent que s'organitza en 10 espais museogràfics distribuïts a la planta baixa i la primera planta.
A la planta baixa trobem:
- El ventall, artesania mil·lenària.
- L'origen del ventall rígid.
- La innovació del ventall plegable.
- Cinc segles d'artesania a València.
- Aldaia, bressol del ventall.
- L'art del varillat del ventall.

A la primera planta l'exposició se centra en:
- Elaboració del ventall artesanal.
- Classificació. Tipus de ventalls.
- La dona a l'art del ventall.
- El ventall de col·lecció.

Els fons del museu provenen fonamentalment de cessions i donacions que ha anat rebent, arribant així a comptar amb més de 350 margallons, màquines i utensilis típics per a l'elaboració del ventall que conformen un important patrimoni de gran valor artístic, històric i etnològic.
Aquestes peces destaquen tant pel valor històric com per la singularitat, el simbolisme, el procés d'elaboració o els materials utilitzats en la realització.
A més de la col·lecció permanent, el museu compta amb una sala d'exposicions temporals a la segona planta.

## Projectes museogràfics
El MUPA té a més altres projectes museogràfics com:
- Ruta dels Palmiters d'Aldaia. Que permet conèixer les empreses del ventall actualment actives, tant d'Aldaia com de fora del municipi.[5]
- Agrupació Museus de l'Horta. El MUPA col·labora amb el Museu Comarcal de l'Horta Sud, el Museu de la Rajoleria de Paiporta, el Museu de la Ceràmica de Manises, el Castell d'Alaquàs i el Museu de la Ceràmica de Paterna.
- EtnoXarxa de Museus Valencians. Xarxa impulsada pel Museu Valencià d'Etnologia integrada per diversos museus locals de la província de València, entre ells el MUPA, per facilitar formació, assessorament i intercanvis d'exposicions itinerants.[6]
- Ruta de la Seda de la Comunitat Valenciana. Xarxa promoguda per l'Agència Valenciana de Turisme per mostrar els indrets amb presència històrica de la seda. El MUPA posseeix una variada mostra margallons de seda dels segles XVIII, XIX i XX.[3]
- Relectures: Itineraris museístics en clau de gènere. El MUPA col·labora amb el Museu Nacional de Ceràmica González Martí, el Museu Valencià d'Etnologia, el Museu de Prehistòria de València, el Museu d'Història de València i el Museu Comarcal de l'Horta Sud, entre d'altres.
- EULAC-Museums. Projecte de museus comunitaris locals promogut per la Unió Europea, coordinat a Espanya per la Universitat de València, en el qual participen una trentena de museus d'Europa (entre els quals el MUPA) i d'Amèrica Llatina.